# Fruitland (Iowa)
Fruitland es una ciudad ubicada en el condado de Muscatine en el estado estadounidense de Iowa. En el Censo de 2010 tenía una población de 977 habitantes y una densidad poblacional de 209,45 personas por km².

## Geografía
Fruitland se encuentra ubicada en las coordenadas 41°20′51″N 91°7′44″O / 41.34750, -91.12889. Según la Oficina del Censo de los Estados Unidos, Fruitland tiene una superficie total de 4.66 km², de la cual 4.66 km² corresponden a tierra firme y (0%) 0 km² es agua.

## Demografía
Según el censo de 2010, había 977 personas residiendo en Fruitland. La densidad de población era de 209,45 hab./km². De los 977 habitantes, Fruitland estaba compuesto por el 96.72% blancos, el 0% eran afroamericanos, el 0.2% eran amerindios, el 0.41% eran asiáticos, el 0% eran isleños del Pacífico, el 2.25% eran de otras razas y el 0.41% pertenecían a dos o más razas. Del total de la población el 4.4% eran hispanos o latinos de cualquier raza.